# 鄭大車
郑大车（？—？），一作火车，荥阳郡开封县（今河南省开封市）人，出自荥阳郑氏北祖第六房，东魏骠骑将军、鸿胪卿郑严祖之女，高欢的妾，生子冯翊王高润。

## 简介
郑大车初嫁广平王元悌，元悌在河阴之变遇害。后来高欢攻灭尔朱氏，遂纳郑大车为小妾，十分宠爱。
534年高欢出征时，年仅十四岁的世子高澄和庶母郑大车淫乱。高欢回家后一名婢女告发此事，并拉两个婢女为证。高欢一气之下将高澄软禁，並不再和娄昭君见面，且打算废掉高澄的世子之位改立高浟。高澄向父亲的好友司马子如求援。司马子如前来劝说高欢，于是高欢派司马子如审理此事，指令两个作证的婢女改口，逼使那首告的婢女自缢，高欢夫妻父子和好如初，郑大车亦依旧有宠。543年，郑大车生下一子高润。
郑大车唯一的弟弟郑仲礼因为这层裙带关系被擢为帐内都督，与任胄整日好酒，不理公事，被高欢责备。任胄潜通西魏，被人告发，遂与郑仲礼、尔朱文畅一同谋逆。事发，郑大车竭力想求情，高欢避她不见。娄昭君和高澄两人前往说情，高欢才只处死郑仲礼，不连累郑家。
550年北齐开国，郑大车所生的儿子高润封为冯翊王，郑大车封冯翊太妃，直到五十多歲才去世，高润姿容仪表美好，十四、五岁时，还与母亲郑大车同睡，有淫秽嘈杂的声音。

## 延伸阅读
[在维基数据编辑]
 《北史·卷014》，出自李延壽《北史》